# Canton de Maisons-Alfort-Sud
Le canton de Maisons-Alfort-Sud est une ancienne division administrative française située dans le département du Val-de-Marne et la région Île-de-France.
Le canton a été supprimé lors du redécoupage cantonal de 2014 en France et son territoire intégré dans le nouveau canton de Maisons-Alfort.

## Histoire
Le canton de Maisons-Alfort-Sud, qui comprenait une partie de la commune de Maisons-Alfort, a été créé lors de la mise en place du département du Val-de-Marne par le décret du 20 juillet 1967.
Un nouveau découpage territorial du Val-de-Marne entré en vigueur à l'occasion des premières élections départementales suivant le décret du 17 février 2014. Les conseillers départementaux sont, à compter de ces élections, élus au scrutin majoritaire binominal mixte. Les électeurs de chaque canton élisent au Conseil départemental, nouvelle appellation du Conseil général, deux membres de sexe différent, qui se présentent en binôme de candidats. Les conseillers départementaux sont élus pour 6 ans au scrutin binominal majoritaire à deux tours, l'accès au second tour nécessitant 12,5 % des inscrits au 1er tour. En outre, la totalité des conseillers départementaux est renouvelée. Ce nouveau mode de scrutin nécessite un redécoupage des cantons dont le nombre est divisé par deux avec arrondi à l'unité impaire supérieure si ce nombre n'est pas entier impair, assorti de conditions de seuils minimaux. Dans le Val-de-Marne le nombre de cantons passe ainsi de 49 à 25.
Dans ce cadre, les deux cantons de Maisons-Alfort sont supprimés pour permettre la création du canton de Maisons-Alfort.

## Administration
| Période   | Période               | Identité             | Étiquette       | Qualité                                                                                     |
| --------- | --------------------- | -------------------- | --------------- | ------------------------------------------------------------------------------------------- |
| 1967      | juin 1989 (démission) | René Nectoux         | RI puis UDF-PR  | Contrôleur principal à la S.N.C.F Maire de Maisons-Alfort (1965 → 1992) Conseiller régional |
| juin 1989 | 1998                  | Michel Herbillon     | UDF             | Cadre supérieur Député du Val-de-Marne (1997 → ) Maire de Maisons-Alfort (1992 → 2017)      |
| 1998      | 2011                  | François Duluc       | UDF-DL puis UMP | Adjoint au maire de Maisons-Alfort                                                          |
| 2011      | 2015                  | Marie-France Parrain | UMP             | Conseillère départementale du canton de Maisons-Alfort (2015 → )                            |

## Composition
Le canton de Maisons-Alfort-Sud comprenait « la partie Sud de la commune de Maisons-Alfort délimitée au Nord par l'allée des Arbres (côtés pair et impair, jusqu'à la rue Jean-Jaurès), l'axe de la rue Jean-Jaurès (jusqu'à la rue Pierre-Curie), l'axe de la rue Pierre-Curie et l'axe de l'avenue du Général-Leclerc, jusqu'à la limite de la commune de Créteil ».
Le surplus de la commune était rattaché au canton de Maisons-Alfort-Nord.
| Communes                        | Population (2012) | Code postal | Code Insee |
| ------------------------------- | ----------------- | ----------- | ---------- |
| Maisons-Alfort, commune entière | 51 103            | 94 700      | 94 046     |

## Démographie
| 1962 | 1968 | 1975 | 1982 | 1990   | 1999   | 2009 |
| ---- | ---- | ---- | ---- | ------ | ------ | ---- |
| -    | -    | -    | -    | 29 011 | 27 399 | -    |